# Santiago Calatrava
Santiago Calatrava Valls (* 28. července 1951 Benimámet) je španělský architekt, inženýr a umělec. Patří mezi elitní světové návrháře. Jeho hlavní kancelář sídlí v Curychu ve Švýcarsku a další kanceláře má v Paříži, Valencii a v New Yorku.

## Mládí avzdělání
Calatrava se narodil v roce 1951 v obci Benimámet nedaleko Valencie (dnes integrované jako městská část Valencie). Od roku 1959 studoval na Escola d'Art i superior de disseny de Valencia kresbu a malbu Universidad Politécnica de Valencia. Po krátkém studiu v Paříži na École des beaux-arts, odkud byl nucený navrátit se zpět do Valencie kvůli studentským nepokojům roku 1968, začal studovat architekturu a později navštěvoval i kurzy urbanismu. V letech 1975–1979 Calatrava studoval statiku konstrukcí na ETH v Curychu (Švýcarsko).
Po studiu se Santiago Calatrava věnoval sochařství, avšak jeho architekturu připomínající styl soch se setkává s lehkým nepochopením, proto se později věnuje hlavně architektuře a svůj neochabující zájem o umění pokládá za zdroj nápadů pro architekturu. Jeho styl je velmi osobitý a vyplývá z mnoha studií lidského těla a přírody.

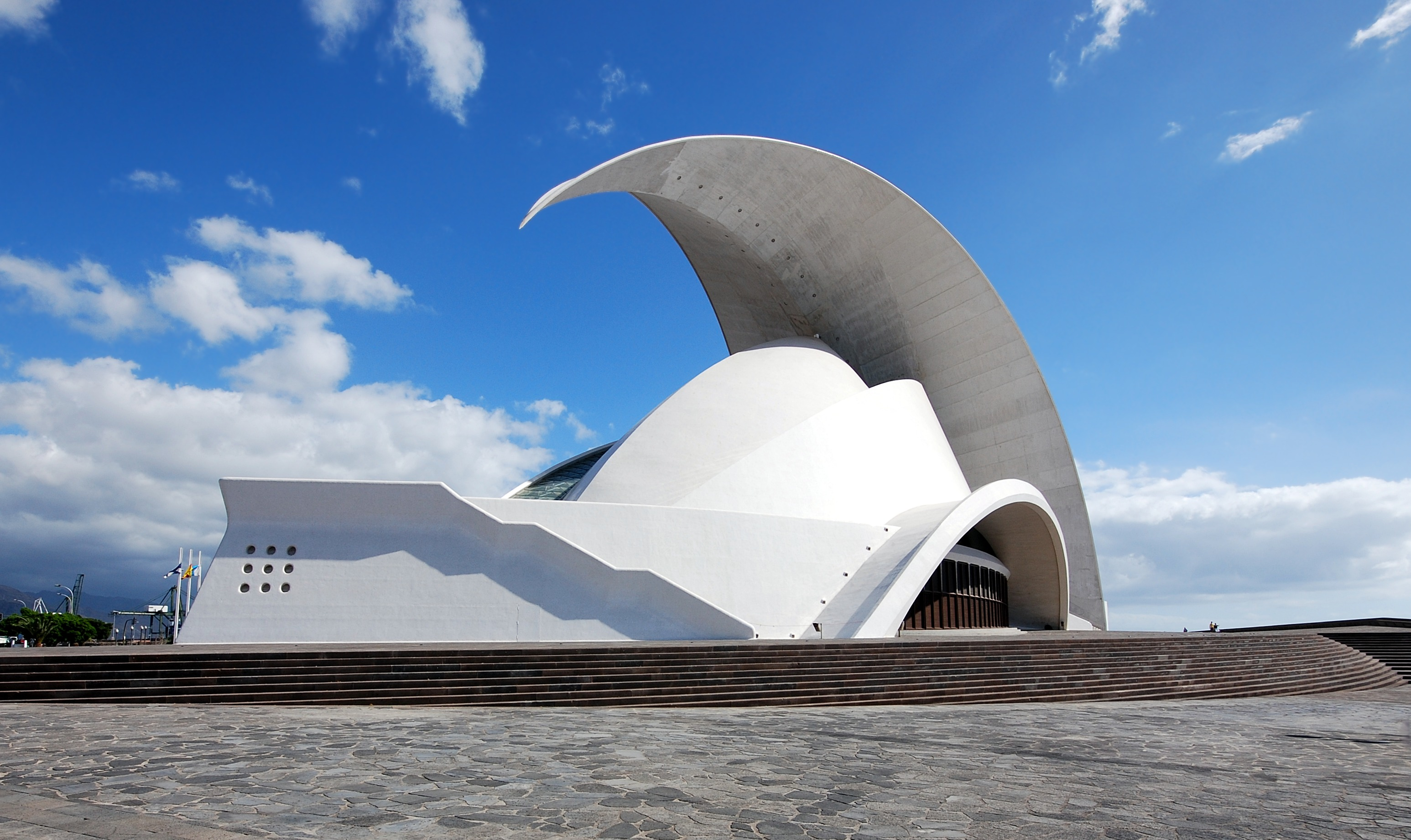
Auditorium na Tenerife (Santa Cruz de Tenerife, Španělsko)

## Osobní život
Santiago Calatrava je od roku 1979 ženatý s Robertinou Marangoni. Dva jeho synové vystudovali technickou fakultu na Columbia University, další syn končí studia právnické fakulty na téže univerzitě.

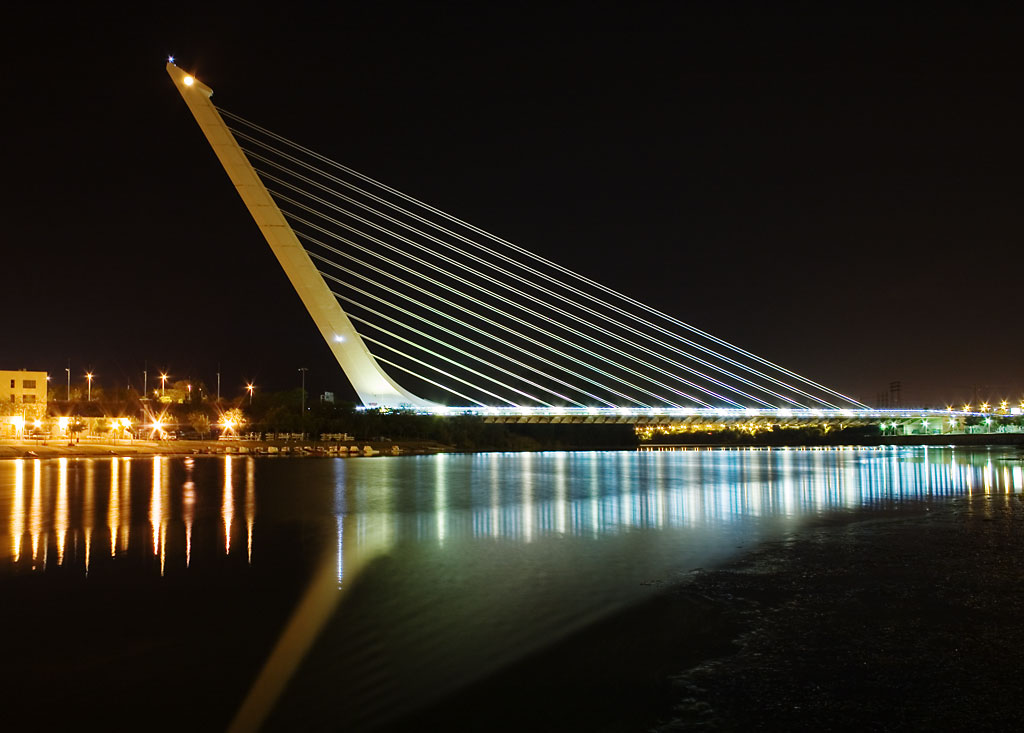
Most Alamillo v Seville, Španělsko

## Kariéra
Calatrava se ze začátku věnoval převážně návrhům mostů a vlakových nádraží, které vynikaly novým nadčasovým vzhledem. Zlom v jeho kariéře představuje telekomunikační věž Montjuïc v Barceloně (Španělsko, 1989–1992), která vznikla při příležitosti Letních olympijských her v roce 1992 a skládá se z nakloněného nosníku s prstencovitým prvkem, v němž se nalézají vlastní antény. Další zajímavou stavbou je Auditorium na Tenerife (Santa Cruz de Tenerife, Kanárské ostrovy, Španělsko, 1991–2003), dynamické, monumentální stavební dílo s charakteristickou betonovou skořepinovou střechou ve tvaru ohnutého trojúhelníku, sahajícího do výšky bezmála 60 metrů. Nejznámější a nejrozsáhlejší Calatravovou stavbou je Město umění a věd ve španělské Valencii, vybudované v letech 1991–2005.

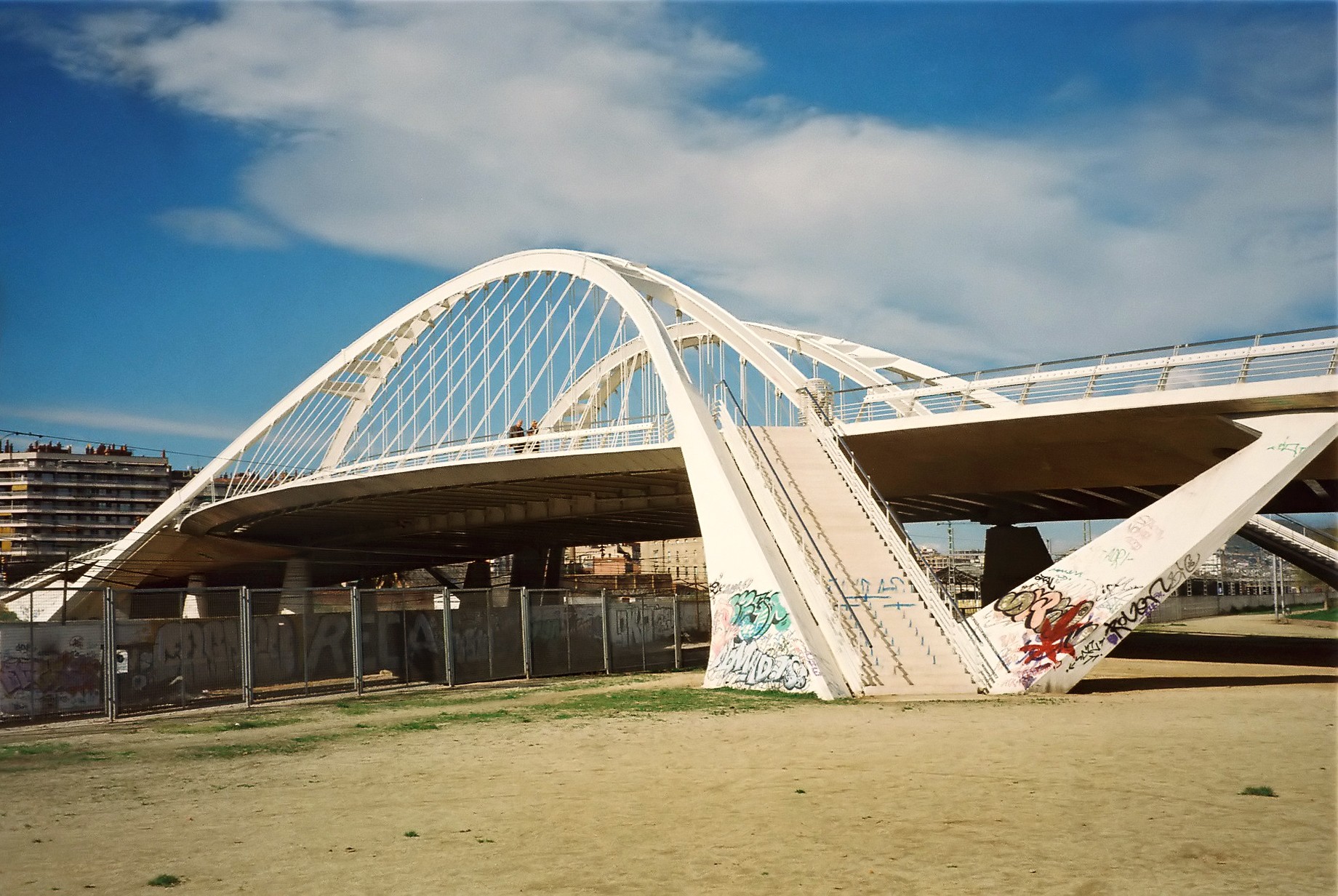
Most Bac de Roda, Barcelona

Umělecké muzeum v Milwaukee (Milwaukee, Wisconsin, USA, 1994–2001) vybudoval jako svou první stavbu v USA. Impozantní vstupní hala ze skla a oceli je vysoká 27 metrů a je možné ji zastínit pohyblivou sluneční clonou, jež se stala orientačním bodem pro návštěvníky muzea. Calatravova první výšková budova nazvaná Turning Torso, kterou postavil v letech 1999-2004 v Malmö (Švédsko), byla inspirovaná architektovým zaujetím pro sochařství. Skládá se z devíti shodných krychlí uspořádaných okolo ocelové podpěry a tvořících spirálovou konstrukci o celkové výšce 190 metrů. Jeho stavby se díky velmi osobitému vzhledu staly symboly mnoha měst po celém světě.

## Současné projekty

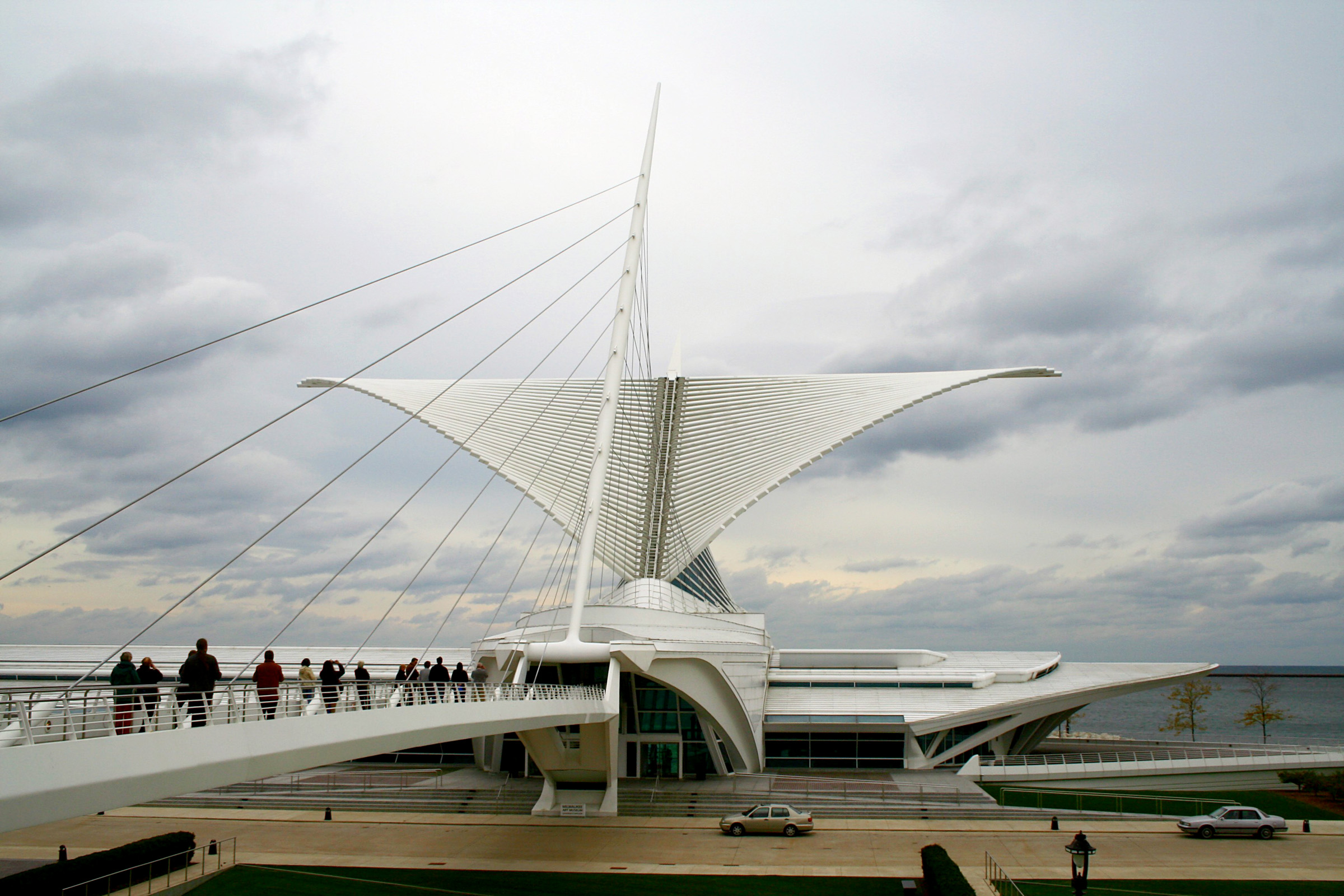
Umělecké muzeum v Milwaukee, Wisconsin, USA (1994-2001)

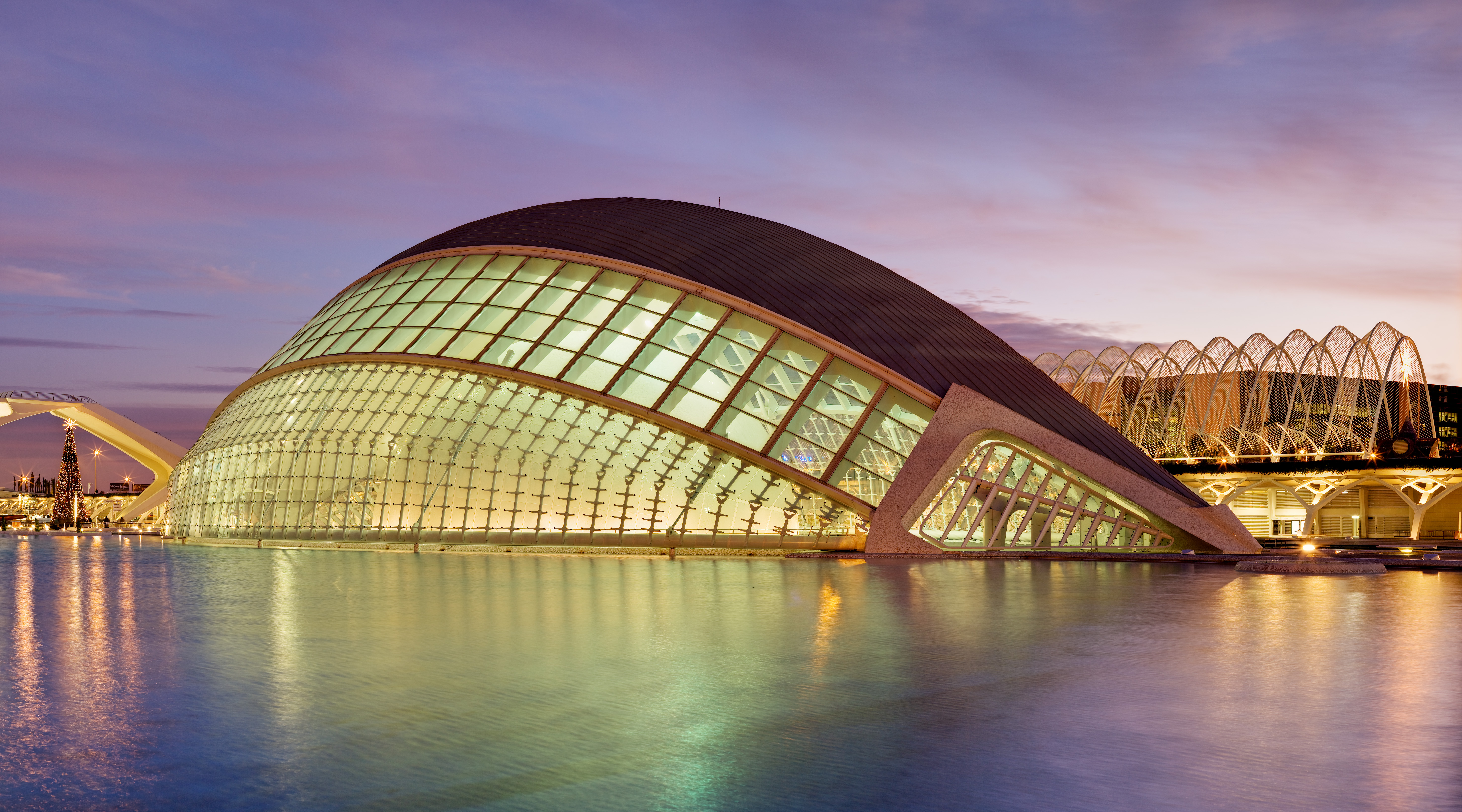
L'Hemisfèric, Město umění a věd ve španělské Valencii, 1991–2005

- sportovní centrum římské univerzity Tor Vergata, Itálie
- nádraží v Monsu, Belgie
- Dubai Creek Tower, Dubaj, Spojené arabské emiráty

a další

## Významné stavby

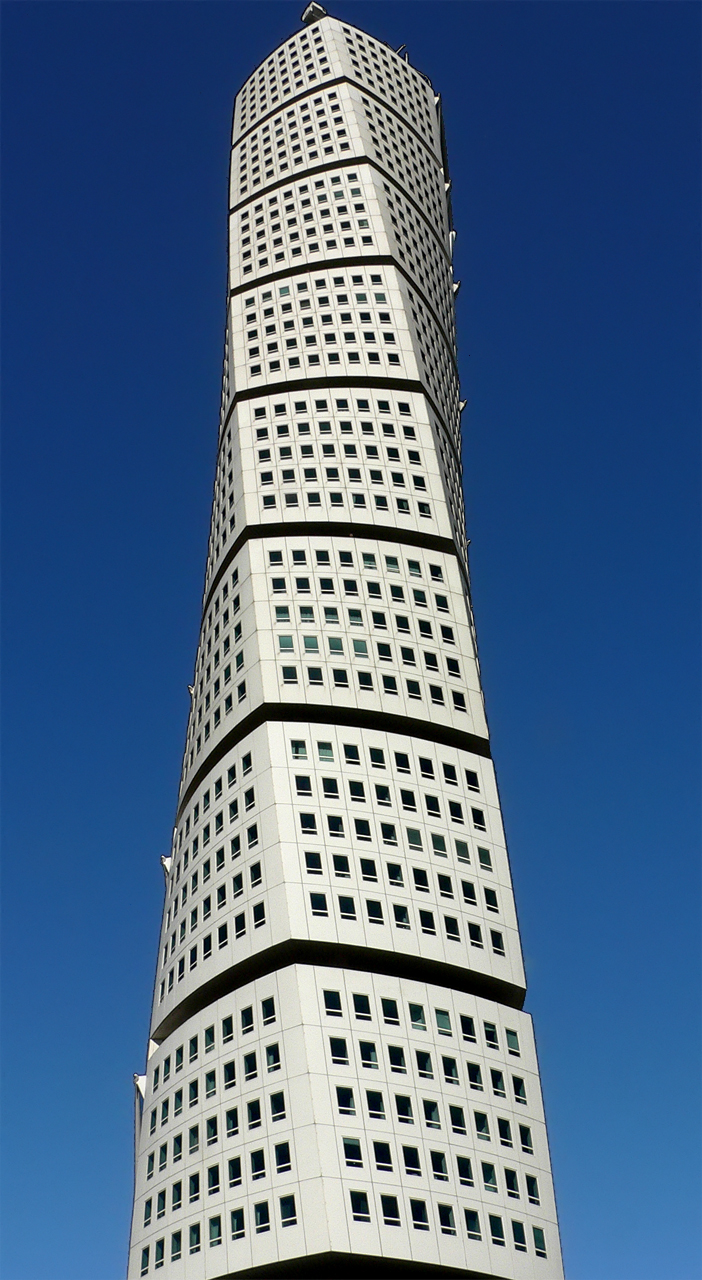
Turning Torso v Malmö (Švédsko) 1999–2004

- 1984–1987, most Bach de Roda, Barcelona, Španělsko
- 1987–1992, most Puente del Alamillo, Sevilla, Španělsko
- 1989–1992, Telekomunikační věž Montjuïc na olympijských hrách v Barceloně 1992, Španělsko
- 1991–1992, kuvajtský pavilon pro Expo´92 v Seville, Španělsko
- 1989–1994, nádraží Lyon-Saint-Exupéry, Satolas, Francie
- 1993–1998, nádraží Gare do Oriente, Lisabon, Portugalsko
- 1994–2001, umělecké muzeum v Milwaukee, Wisconsin, USA
- 1991–2003, Auditorium na Tenerife, Santa Cruz de Tenerife, Kanárské ostrovy, Španělsko
- 2003, most Jamese Joyce, Dublin, Irsko
- 2001–2004, Olympijská sportoviště v Athénách, Řecko
- 1999–2004, Turning Torso v Malmö, Švédsko
- 1991–2006, planetárium a Město umění a věd, Valencie, Španělsko
- 2007, tři mosty na dálničním a železničním tahu Milán – Bologna, Itálie
- 2008, Strunový most, Jeruzalém, Izrael
- 1996–2008, Quarto Ponte sul Canal Grande, Benátky, Itálie
- 2009, most Samuela Becketta, Dublin, Irsko
- 2012, most Peace Bridge v Calgary, Kanada
- 2007–2012, most Margaret Hunt Hill, Dallas, Texas
- 2009–2014, budova Florida Polytechnic University v Lakelandu, Florida, USA
- 2010–2015, Muzeum zítřka, Rio de Janeiro, Brazílie
- 2003–2016, World Trade Center Transportation Hub, New York, USA
- 2011–2017, most Margaret McDermott, Dallas, Texas
- 2018, most přes řeku Crati, Consenza, Itálie

## Výstavy
- 1993, Museum of Modern Art, New York, Structure and Expression
- 2005, Metropolitan Museum of Art, New York, Santiago Calatrava: Sculpture into Architecture[2]
- 2018 Santiago Calatrava: Art and Architecture, Dům U Kamenného zvonu, Galerie hlavního města Prahy, 7. červen – 16. září 2018[3]

a řada dalších výstav v Německu, Anglii, Španělsku, Itálii a dalších zemích.

## Ocenění
Za své dosavadní dílo byl Santiago Calatrava oceněn četnými medailemi a cenami za architekturu a 13 čestnými doktoráty významných světových univerzit.
- 1987, od Mezinárodní unie architektů (UIA) obdržel Cenu Augusta Perreta [4]
- 1999, obdržel Portugalský záslužný řád (třída velkodůstojník)[5]
- 2006, označen jako Global Leader for Tomorrow na Světovém ekonomickém fóru v Davosu
- 2011, jmenován konzultantem Papežské rady pro kulturu (Pontificio consiglio della cultura),[6] obnovené papežem Benediktem XVI. na 5 let

## Kritiky
Některá jeho díla byla kritizována pro svoji extravagantnost, nedostatek užitného prostoru na úkor estetické hodnoty, chyby ve výpočtech nebo nepraktičnost použitých materiálů. To se týkalo především stavby letiště v Bilbau, Kongresového paláce v Oviedu, Musea de las Ciencias Principe Felipe ve Valencii. V některých těchto případech čelila společnost Santiaga Calatravy soudním žalobám o finanční částky v milionech eur. V případě letiště v Bilbao soud rozhodl, že veřejná bezpečnost je důležitější než právo duševního vlastnictví. V roce 2009 získal Calatrava v odvolání 30 000 eur odškodného.
Další kritiku si vyžádal most přes Canal Grande v Benátkách, který prošel mnoha konstrukčními změnami z důvodu mechanické nestability a nadměrné hmotnosti mostní konstrukce, která zatěžuje břehy kanálu a jehož realizace si vyžádala trojnásobek původně uvažovaného rozpočtu. Předmětem kritiky rovněž bylo, že most není bezbariérově přístupný.
Přes lagunu v Benátkách poblíž benátského nádraží Santa Lucia navrhl v roce 2008 most Ústavy (Ponte della Costituzione) z oceli a skla. V roce 2019 ho soud odsoudil k zaplacení odškodného městu Benátkám ve výši 78 tisíc eur, protože se při jeho konstrukci dopustil „zjevné nedbalosti“. Skleněné desky schodů trpěly vyšší mírou poškození, než s jakou architekt počítal, zejména vlivem kolečkových zavazadel. Předčasná výměna 8 schodů stála město 36 tisíc eur. Dalším problémem byl, podobně jako u pěšího mostu ve španělském městě Bilbao, kluzký povrch. Obdivovatel stavby Shaul Bassi uvedl: „Je však nemožné na něm neuklouznout, zvlášť když prší.“ Za zhruba deset let provozu (podle zprávy z října 2018) most požádalo zhruba 5 tisíc lidí město o odškodnění a město muselo vyplatit odškodné v celkové výši zhruba 60 tisíc eur.

## Závěr
Přes dílčí neúspěchy a kritiky jeho projektů představuje dílo Santiaga Calatravy revoluci v architektuře, kterou charakterizuje sbližování architektury a stavebního inženýrství, které od poloviny 18. století existují jako dvě samostatná odvětví.